# Liga Conferencia de la UEFA
La Liga Conferencia de la UEFA (en inglés, UEFA Conference League, conocida simplemente como la Conference League), anteriormente conocida como la Liga Europa Conferencia de la UEFA (en inglés, UEFA Europa Conference League), es una competición continental oficial de clubes organizada por la Unión de Federaciones Europeas de Fútbol (UEFA), considerada la tercera competición continental, tras la Liga de Campeones y la Liga Europa.
Introducida en 2021 como UEFA Europa Conference League, la competición fue concebida inicialmente como el nivel inferior de la Europa League. En la competición participan principalmente equipos de federaciones miembro de la UEFA de menor rango. Ningún equipo se clasifica directamente para la fase de liga, sino que se clasifican los equipos eliminados en la ronda de play-off de la Liga Europa, mientras que el resto procede de las rondas de clasificación y play-off de la Liga Conferencia. Los ganadores de la competición se clasifican para la Europa League de la temporada siguiente, a menos que también se clasifiquen para la Liga de Campeones a través de su posición en la liga nacional.
La primera final se disputó el 25 de mayo de 2022 en el estadio Arena Kombëtare, ubicado en Tirana (Albania).

## Historia

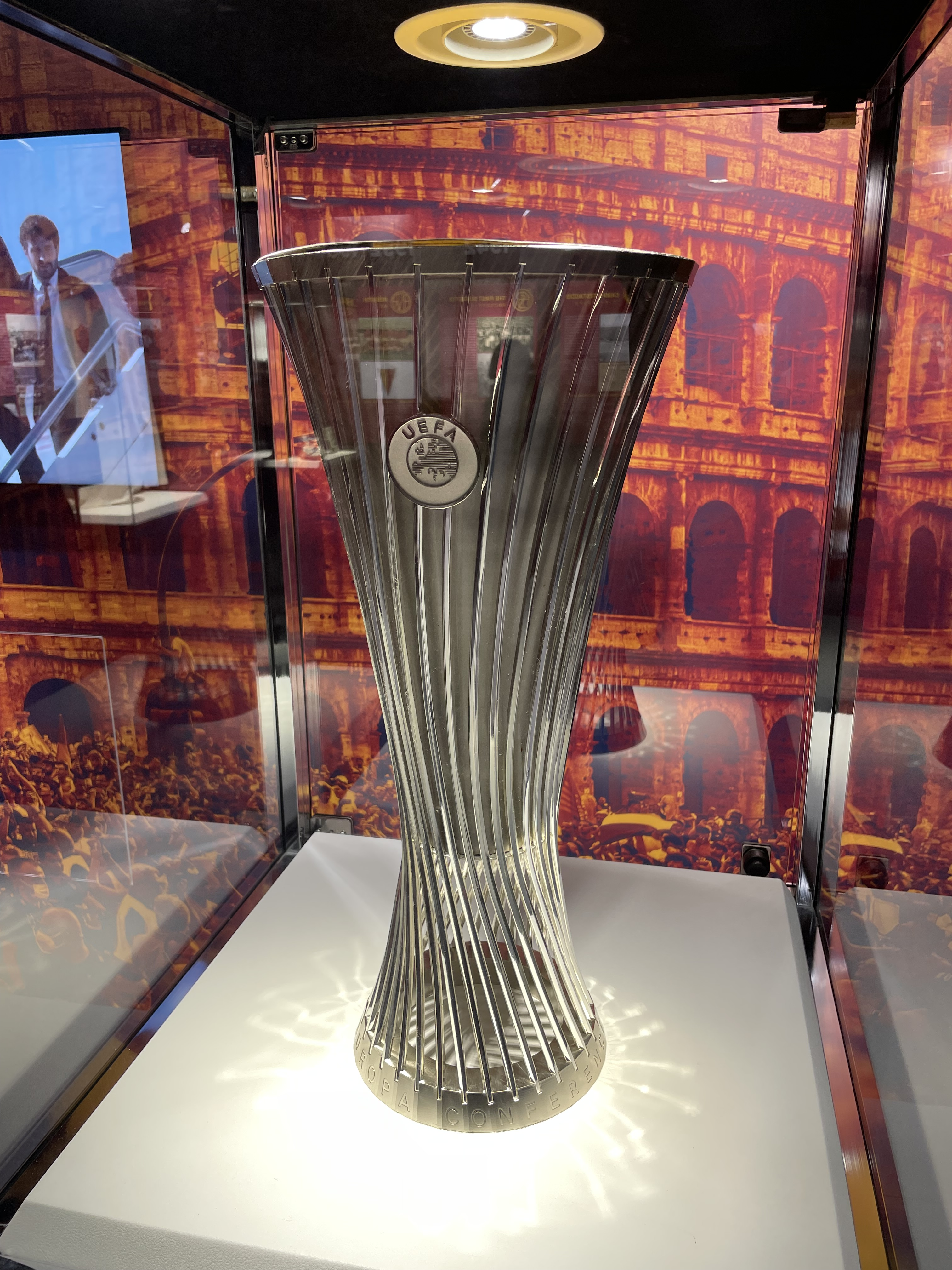
El trofeo de la Liga Conferencia de la UEFA en exhibición en Roma

La UEFA consideraba agregar una competición de tercer nivel desde el 2015, creyendo que un torneo de nivel inferior podría servir como un medio para dar a los clubes de menor rango de los países miembros de la UEFA la posibilidad de avanzar a las fases finales de las dos competiciones continentales existentes, Liga de Campeones y la Liga de Europa, en las que usualmente son eliminados en las fases previas. A mediados de 2018 los medios anunciaron su creación para 2021 con noticias que afirmaban que ya se había llegado a un acuerdo para iniciar el torneo y que la fase de grupos de la Liga Europa de 48 equipos se dividiría en dos, con la mitad inferior formando el grupo, como núcleo de lo que sería el nuevo evento.
El 2 de diciembre de 2018 la UEFA anunció que la competición, conocida provisionalmente como Liga Europa 2 de la UEFA o simplemente con su acrónimo en inglés UEL2, se inauguraría en la temporada 2021–22, y agregó que el nuevo torneo trae “más partidos para más clubes y más asociaciones”. Finalmente se aprobó en el congreso de septiembre de 2019 bajo el nombre de Liga Europa Conferencia de la UEFA (en inglés y oficialmente: UEFA Europa Conference League).
El primer gol de la fase de clasificación para la entonces denominada Europa Conference League lo marcó el 6 de julio de 2021 el jugador del Mosta, Evo Chris, en un partido de la ronda de clasificación 2021-22 contra el Spartak Trnava. El primer gol de la fase de grupos de la entonces denominada Liga Europa Conferencia lo marcó el 14 de septiembre de 2021 el jugador del Maccabi Tel Aviv Stipe Perica en un partido de la fase de grupos de la temporada 2021-22 contra el Alashkert.El 30 de septiembre de 2021, Harry Kane marcó el primer triplete de la competición para el Tottenham Hotspur en un partido de la fase de grupos contra el NS Mura. Kane entró como suplente en el minuto 59 con el 2-1 en el marcador a favor de su club, pero marcó tres goles con 20 minutos de diferencia para sentenciar el partido (5-1).
El 5 de mayo de 2022, Feyenoord y Roma se convirtieron en los primeros equipos en llegar a la final de la UECL, con la Roma terminando de coronarse como campeona inaugural.
El 3 de noviembre de 2022, el West Ham United se convirtió en el primer equipo en ganar sus seis partidos de la fase de grupos de la Europa Conference League, consiguiendo victorias contra Steaua de Bucarest, Silkeborg IF y Anderlecht. Este ganó la competición al derrotar a la Fiorentina por 2-1 en la final de 2023, convirtiéndose en el primer equipo en terminar la competición invicto, con 12 victorias y un empate.
El 28 de junio de 2023, la UEFA anunció que la competición pasaría a llamarse Liga Conferencia de la UEFA (en inglés y oficialmente: UEFA Conference League) a partir de la temporada 2024-25. Según la UEFA, la eliminación de "Europa" del nombre de la competición permitiría un mayor desarrollo como competición independiente en su investigación entre aficionados y socios comerciales.
En la final de 2024, el Olympiacos griego venció a la Fiorentina por 1-0, convirtiéndose en el primer club griego en ganar una competición europea importante.
La final de 2025 se celebró el miércoles 28 de mayo en el Estadio Municipal de Breslavia. La disputaron el Real Betis y el Chelsea F. C. El Chelsea se impuso ante un buen Real Betis que disputó el partido hasta el final, pero que no pudo superar a los de Maresca. El resultado fue Real Betis 1-4 Chelsea F. C.. 

### Himno
El himno de la UEFA Europa Conference League es el mismo que el de la UEFA Europa League, creado por MassiveMusic y usado desde la campaña 2018-19.

## Sistema de competición

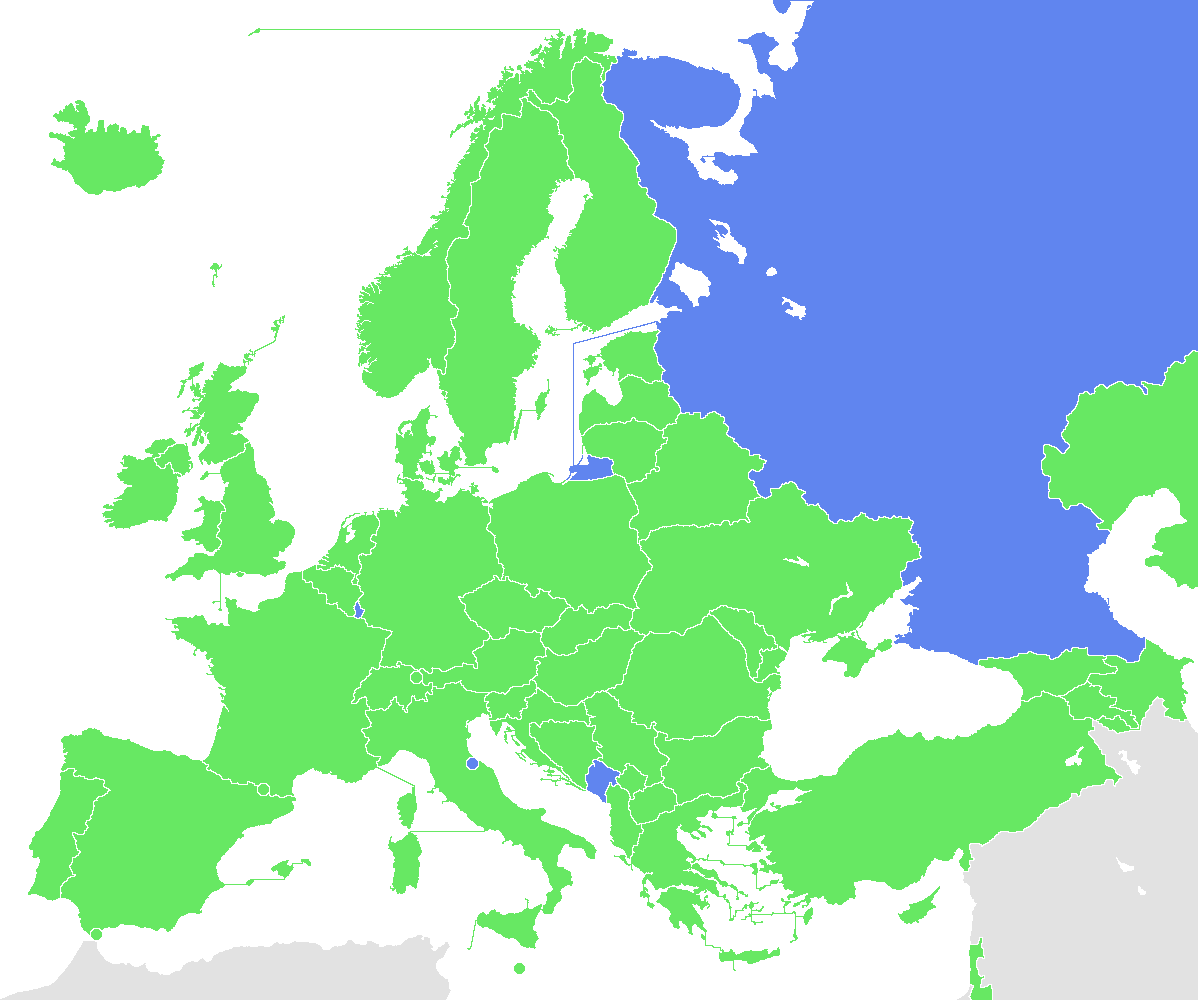
Mapa de las federaciones de la UEFA cuyos equipos alcanzaron la fase de grupos de la UEFA Conference League
País miembro de la UEFA que ha sido representado en la fase de grupos
País miembro de la UEFA que no ha sido representado en la fase de grupos

### Participantes y formato
Con un formato similar al de la Liga de Campeones de la UEFA, la clasificación para esta competición se divide en dos "rutas": la ruta de los Campeones y la ruta de la Liga. Sin embargo, la diferencia con respecto a la Liga de Campeones radica en que la ruta de los Campeones sería disputada únicamente por equipos que perdieron en las rondas clasificatorias para la fase de grupos de la Liga de Campeones y, en consecuencia, ha sido relegados a esta competición. 
Son 184 equipos en total que juegan la UEFA Conference League, aunque para algunos analistas deportivos (cuando recién empezaría la competición), esta competición restaría potencial e interés a la UEFA Europa League.
Se emplea el ranking de los coeficientes UEFA por país para determinar el número de equipos participantes en la ruta de la Liga:
- Los países clasificados del 1 al 5 tendrán un equipo.
- Los países clasificados del 6 al 15 tendrán dos equipos.
- Los países clasificados del 16 al 50 tendrán tres equipos.
- Los países clasificados del 51 al 55 tendrán dos equipos.
- Liechtenstein no tiene liga y proporcionará el ganador de la Copa de Liechtenstein independientemente de su ranking.

Dada esta base, debe señalarse que ninguna asociación se beneficiará de más plazas de las que tenía antes del ciclo de competición 2021-24, con un torneo que consiste esencialmente en las categorías inferiores del torneo existente de la Europa League, pero dividido en un torneo secundario.

### Fase de grupos y fase knockout
El primer formato incluía una fase de grupos, seguida de octavos de final, cuartos de final, semifinales y final (todos, salvo la final, se juegan a doble partido). Antes de los octavos de final, se jugaba una ronda eliminatoria preliminar entre los equipos que ocupaban el segundo puesto de sus grupos y los terceros de los grupos de la Liga Europa de la UEFA. La nueva competición constaba de 141 partidos a lo largo de 15 semanas, en la que participaban 56 equipos.
La final se juega en un estadio neutral y el ganador de la competición tiene derecho a disputar la UEFA Europa League de la temporada siguiente. Los partidos de la competición se juegan los jueves.

### Distribución (de la temporada 2021–22 a la 2023–24)
Todas las plazas de clasificación se basaban en el supuesto predeterminado de la UEFA de que cada asociación presentaría un ganador de la copa nacional como su equipo clasificado de mayor rango después de aquellos elegibles para participar en la Liga de Campeones, y definiría a sus participantes restantes según su posición en la liga en el año anterior. Inglaterra asignaba su puesto de clasificación de menor rango a los ganadores de la EFL Cup o, si ya se clasificó para la Liga de Campeones o la Liga Europa, al sexto o séptimo lugar en la Premier League.
|                                                       |                                                       | Equipos que entran en esta fase | Equipos que provienen de la fase anterior                                                                               | Equipos transferidos de la Liga de Campeones                                                     | Equipos transferidos de la Liga Europa                                                      |
| ----------------------------------------------------- | ----------------------------------------------------- | --- | --- | ------------------------------------------------------------------------------------------------ | ------------------------------------------------------------------------------------------- |
| Primera Ronda Clasificatoria (72 equipos)             | Primera Ronda Clasificatoria (72 equipos)             | - 26 ganadores de copa nacionales de asociaciones 30–55 - 24 subcampeones de la liga nacional de las asociaciones 30–54 (excepto de Liechtenstein) - 22 equipos clasificados en tercer lugar de la liga nacional de asociaciones 29–50 (excepto Liechtenstein) | |                                                                                                  |                                                                                             |
| Segunda Ronda Clasificatoria                          | Ruta de Campeones (20 equipos)                        | | | - 20 perdedores de la Ronda Preliminar y la Primera Ronda Clasificatoria de la Liga de Campeones |                                                                                             |
| Segunda Ronda Clasificatoria                          | Ruta de Liga (90 equipos)                             | - 14 ganadores de copa nacionales de asociaciones 16–29 - 14 subcampeones de la liga nacional de las asociaciones 16–29 - 16 equipos clasificados en tercer lugar de la liga nacional de asociaciones 13–28 - 9 equipos clasificados en cuarto lugar de la liga nacional de asociaciones 7-15 - 1 equipo clasificado en quinto lugar de la liga nacional de asociaciones 6 | - 36 ganadores de la Primera Ronda Clasificatoria                                                                       |                                                                                                  |                                                                                             |
| Tercera Ronda Clasificatoria                          | Ruta de Campeones (10 equipos)                        | | - 10 ganadores de la Ruta de Campeones de la Segunda Ronda Clasificatoria                                               |                                                                                                  |                                                                                             |
| Tercera Ronda Clasificatoria                          | Ruta de Liga (52 equipos)                             | - 6 equipos clasificados en tercer lugar de la liga nacional de asociaciones 7–12 - 1 equipo clasificado en cuarto lugar de la liga nacional de asociaciones 6 | - 45 ganadores de la Ruta de Liga de la Segunda Ronda Clasificatoria                                                    |                                                                                                  |                                                                                             |
| Ronda de Play-Off                                     | Ruta de Campeones (10 equipos)                        | | - 5 ganadores de la Ruta de Campeones de la Tercera Ronda Clasificatoria                                                |                                                                                                  | - 5 perdedores de la Ruta de Campeones de la Tercera Ronda Clasificatoria de la Liga Europa |
| Ronda de Play-Off                                     | Ruta de Liga (34 equipos)                             | - 4 equipos clasificados en sexto lugar de la liga nacional de asociaciones 1–4 - 1 equipo clasificado en quinto lugar de la liga nacional de asociaciones 5 | - 26 ganadores de la Ruta de Liga de la Tercera Ronda Clasificatoria                                                    |                                                                                                  | - 2 perdedores de la Ruta de Liga de la Tercera Ronda Clasificatoria de la Europa League    |
| Fase de Grupos (32 equipos)                           | Fase de Grupos (32 equipos)                           | | - 5 ganadores de la Ruta de Campeones de la Ronda de Play-Off - 17 ganadores de la Ruta de Liga de la Ronda de Play-Off |                                                                                                  | - 10 perdedores de la Ronda de Play-Off de la Liga Europa                                   |
| Ronda Preliminar de la Fase Eliminatoria (16 equipos) | Ronda Preliminar de la Fase Eliminatoria (16 equipos) | | - 8 subcampeones de la Fase de grupos                                                                                   |                                                                                                  | - 8 equipos clasificados en tercer lugar de la Fase de grupos de la Europa League           |
| Fase Eliminatoria (16 equipos)                        | Fase Eliminatoria (16 equipos)                        | | - 8 ganadores de la Fase de grupos - 8 ganadores de la Ronda Preliminar de la Fase Eliminatoria                         |                                                                                                  |                                                                                             |

### Distribución (desde la temporada 2024–25)
Actualmente, debido a la reestructuración de las tres competiciones de clubes de la UEFA, la fase de grupos fue reemplazada por una fase de liga en la que la cantidad de equipos aumentó de 32 a 36, ya no clasificarían equipos eliminados de la fase de liga de la Europa League y el formato de clasificación en base al ranking de los coeficientes UEFA hasta esa nueva fase empezó a ser el siguiente:
|                                             |                                             | Equipos que entran a esta ronda | Equipos que avanzan de la fase previa                                                                                   | Equipos transferidos de la Liga de Campeones                                         | Equipos transferidos de la Liga Europa                                                              |
| ------------------------------------------- | ------------------------------------------- | --- | --- | ------------------------------------------------------------------------------------ | --------------------------------------------------------------------------------------------------- |
| Primera ronda de clasificación (58 equipos) | Primera ronda de clasificación (58 equipos) | - 17 campeones de la copa nacional de las asociaciones 39 a 55 - 21 subcampeones de la liga nacional de las asociaciones 34 a 55 (excepto Liechtenstein) - 20 terceros clasificados de la liga nacional de las asociaciones 30 a 50 (excepto Liechtenstein)                                                                                   | |                                                                                      | |
| Segunda ronda de clasificación              | Ruta de Campeones (16 equipos)              | | | - 16 equipos eliminados de la primera ronda de clasificación de la Liga de Campeones | |
| Segunda ronda de clasificación              | Ruta de Liga (88 equipos)                   | - 5 campeones de la copa nacional de las asociaciones 34 a 38 - 18 subcampeones de la liga nacional de las asociaciones 16 a 33 - 17 terceros clasificados de la liga nacional de las asociaciones 13 a 29 - 9 cuartos clasificados de la liga nacional de las asociaciones 7 a 15 - 1 quinto clasificado de liga nacional de la asociación 6 | - 29 ganadores de la primera fase clasificatoria                                                                        |                                                                                      | - 9 equipos eliminados de la primera ronda de clasificación de la Liga Europa                       |
| Tercera ronda de clasificación              | Ruta de Campeones (8 equipos)               | | - 8 ganadores de la Ruta de Campeones de la segunda fase clasificatoria para los campeones                              |                                                                                      | |
| Tercera ronda de clasificación              | Ruta de Liga (52 equipos)                   | | - 44 ganadores de la Ruta de Liga de la segunda ronda clasificatoria                                                    |                                                                                      | - 8 equipos eliminados de la segunda fase de clasificación de la Europa League                      |
| Ronda de Play-Off                           | Ruta de Campeones (10 equipos)              | | - 4 ganadores de la Ruta de Campeones de la tercera ronda clasificatoria                                                |                                                                                      | - 6 equipos eliminados de la Ruta de Campeones de la tercera ronda clasificatoria de la Liga Europa |
| Ronda de Play-Off                           | Ruta de Liga (38 equipos)                   | - 5 equipos de la liga nacional que ocupen el sexto lugar de las asociaciones 1 a 5 (el ganador de la EFL Cup en Inglaterra) | - 26 ganadores de la Ruta de Liga de la tercera ronda clasificatoria                                                    |                                                                                      | - 7 equipos eliminados de la Ruta de Liga de la tercera ronda de clasificación de la Europa League  |
| Fase de liga (36 equipos)                   | Fase de liga (36 equipos)                   | | - 5 ganadores de la Ruta de Campeones de la ronda de Play-Off - 19 ganadores de la Ruta de Liga de la ronda de Play-Off |                                                                                      | - 12 equipos eliminados de la ronda de Play-Off de la Liga Europa                                   |

Comenzando la fase de liga cada equipo participante disputa 6 partidos contra seis rivales distintos, tres como local y tres como visitante, los cuales son decididos mediante el sorteo de esta fase realizado con base en los seis bombos de clasificación determinados por el coeficiente UEFA de cada equipo, con cada club participante enfrentando a un equipo de cada bombo.
Tras la finalización de la fase de liga (con cada club obteniendo tres puntos en cada victoria, uno en cada empate y cero en cada derrota como es tradicionalmente en el fútbol), los primeros ocho equipos con más puntos se califican inmediatamente a los octavos de final como cabezas de serie mientras que de los puestos noveno a vigésimo cuarto participan en el playoff que decide a los otros ocho equipos no cabezas de serie que disputarán la siguiente ronda Knockout, con el resto de puestos siendo totalmente eliminados.
Después de los octavos de final, la competición sigue el formato tradicional de eliminatorias con cuartos de final, semifinales (ambas a doble partido) y, a continuación, la gran final (en una sede neutral elegida previamente).

## Historial
Para un mejor detalle de las finales véase Finalistas de la Liga Conferencia de la UEFA
| Liga Europa Conferencia de la UEFA | Liga Europa Conferencia de la UEFA | Liga Europa Conferencia de la UEFA | Liga Europa Conferencia de la UEFA | Liga Europa Conferencia de la UEFA | Liga Europa Conferencia de la UEFA | Liga Europa Conferencia de la UEFA |
| Temp.                              | Campeón                            | Resultado                          | Subcampeón                         | Notas |                                    |                                    |
| ---------------------------------- | ---------------------------------- | ---------------------------------- | ---------------------------------- | --- | ---------------------------------- | ---------------------------------- |
| 2021-22                            | A. S. Roma                         | 1 - 0                              | Feyenoord Rotterdam                | Primera edición del torneo. |                                    |                                    |
| 2022-23                            | West Ham United F. C.              | 2 - 1                              | A. C. F. Fiorentina                | Campeón debutante e invicto. |                                    |                                    |
| 2023-24                            | Olympiakos F. C.                   | 1 - 0 (pró.)                       | A. C. F. Fiorentina                | Campeón debutante. Primera final definida en prórroga. |                                    |                                    |
| Liga Conferencia de la UEFA        |                                    |                                    |                                    | |                                    |                                    |
| 2024-25                            | Chelsea F. C.                      | 4 - 1                              | Real Betis Balompié                | El torneo fue renombrado a UEFA Conference League. Ampliación del formato a 36 equipos en liguilla. Primer equipo en ganar las tres competiciones europeas actuales. Victoria más abultada en una final. |                                    |                                    |
| 2025-26                            | Bandera de ?                       | -                                  | Bandera de ?                       | |                                    |                                    |
| 2026-27                            | Bandera de ?                       | -                                  | Bandera de ?                       | |                                    |                                    |

## Palmarés
| Equipo                | Títulos | Subcampeonatos | Temporadas campeón | Temporadas subcampeón |
| --------------------- | ------- | -------------- | ------------------ | --------------------- |
| A. S. Roma            | 1       | –              | 2022               | –                     |
| West Ham United F. C. | 1       | –              | 2023               | –                     |
| Olympiakos F. C.      | 1       | –              | 2024               | –                     |
| Chelsea F. C.         | 1       | –              | 2025               | –                     |
| A. C. F. Fiorentina   | –       | 2              | –                  | 2023, 2024            |
| Feyenoord Rotterdam   | –       | 1              | –                  | 2022                  |
| Real Betis Balompié   | –       | 1              | –                  | 2025                  |

### Títulos por país
| País         | Títulos | Subtítulos | Clubes campeones                              | Clubes subcampeones     |
| ------------ | ------- | ---------- | --------------------------------------------- | ----------------------- |
| Inglaterra   | 2       | –          | West Ham United F. C. (1) y Chelsea F. C. (1) | –                       |
| Italia       | 1       | 2          | A. S. Roma (1)                                | A. C. F. Fiorentina (2) |
| Grecia       | 1       | –          | Olympiacos F. C. (1)                          | –                       |
| Países Bajos | –       | 1          | –                                             | Feyenoord Rotterdam (1) |
| España       | –       | 1          | –                                             | Real Betis Balompié (1) |

## Estadísticas

### Tabla histórica de goleadores
Para un completo detalle véase Máximos goleadores de la Liga Europa Conferencia de la UEFA.
Nota: Contabilizados los partidos y goles en rondas previas. En negrita jugadores activos en Europa y club actual.
| \| Pos. \| Jugador \| G. \| P. J. \| Prom. \| Debut \| Equipo de su debut \| Otros clubes \| \| ---- \| ----------------- \| -- \| ----- \| ----- \| ----- \| --------------------------- \| ---------------------------- \| \| 1 \| Arthur Cabral \| 21 \| 28 \| 0.75 \| 2021 \| Fussballclub Basilea \| ACF Fiorentina \| \| 2 \| Eran Zahavi \| 19 \| 24 \| 0.67 \| 2021 \| PSV Eindhoven \| Maccabi Tel Aviv F. C. \| \| 3 \| Hugo Cuypers \| 16 \| 22 \| 0.73 \| 2022 \| K. A. A. Gante \| \| \| = \| Vangelis Pavlidis \| 16 \| 31 \| 0.52 \| 2021 \| AZ Alkmaar \| \| \| 5 \| Gift Orban \| 14 \| 16 \| 0.88 \| 2023 \| K. A. A. Gante \| \| \| = \| Ricardo Gomes \| 14 \| 24 \| 0.58 \| 2021 \| Partizán de Belgrado \| \| \| 7 \| Tammy Abraham \| 13 \| 16 \| 0.81 \| 2021 \| A. S. Roma \| Beşiktaş J. K. \| \| = \| Amahl Pellegrino \| 13 \| 27 \| 0.48 \| 2021 \| F. K. Bodø/Glimt \| \| \| 9 \| Ayoub El Kaabi \| 11 \| 9 \| 1.22 \| 2023 \| Olympiakos F. C. \| \| \| = \| Afimico Pululu \| 11 \| 17 \| 0.65 \| 2021 \| F. C. Basilea \| Jagiellonia Białystok \| \| = \| Luis Sinisterra \| 11 \| 18 \| 0.61 \| 2021 \| Feyenoord de Róterdam \| \| \| = \| Albion Rrahmani \| 11 \| 18 \| 0.61 \| 2022 \| KF Ballkani \| A. C. Sparta Praga \| \| = \| Nikolaj Hansen \| 11 \| 21 \| 0.52 \| 2022 \| Víkingur Reykjavík \| \| \| = \| Meriton Korenica \| 11 \| 24 \| 0.46 \| 2022 \| KF Ballkani \| CFR Cluj \| \| = \| Kevin Diks \| 11 \| 27 \| 0.41 \| 2021 \| F. C. Copenhague \| \| \| 16 \| Cyriel Dessers \| 10 \| 13 \| 0.77 \| 2021 \| Feyenoord de Róterdam \| \| \| = \| Samir Hadji \| 10 \| 16 \| 0.63 \| 2021 \| F91 Dudelange \| F. C. Differdange 03 \| \| = \| Nico González \| 10 \| 26 \| 0.38 \| 2022 \| ACF Fiorentina \| \| \| = \| Andrija Živković \| 10 \| 31 \| 0.32 \| 2021 \| PAOK de Salónica F. C. \| \| \| 20 \| Barnabás Varga \| 9 \| 11 \| 0.82 \| 2023 \| Ferencváros T. C. \| \| \| = \| Krzysztof Piątek \| 9 \| 12 \| 0.75 \| 2024 \| İstanbul Başakşehir F. K. \| \| \| = \| Declan McManus \| 9 \| 16 \| 0.56 \| 2021 \| The New Saints F. C. \| \| \| = \| Jake Grech \| 9 \| 17 \| 0.53 \| 2022 \| Hibernians F. C. \| Balzan F. C., Floriana F. C. \| \| = \| Kristoffer Velde \| 9 \| 17 \| 0.53 \| 2022 \| Lech Poznań \| \| \| = \| Igor Thiago \| 9 \| 18 \| 0.50 \| 2022 \| P. F. C. Ludogorets Razgrad \| Club Brujas \| \| = \| Ola Brynhildsen \| 9 \| 19 \| 0.47 \| 2021 \| Molde FK \| \| \| = \| Willy Semedo \| 9 \| 19 \| 0.47 \| 2023 \| A. C. Omonia Nicosia \| \| \| = \| Aleksandar Čavrić \| 9 \| 22 \| 0.41 \| 2021 \| Š. K. Slovan Bratislava \| \| \| = \| Marc Gual \| 9 \| 26 \| 0.35 \| 2023 \| Legia de Varsovia \| \| \| = \| Tarik Tissoudali \| 9 \| 29 \| 0.31 \| 2021 \| K. A. A. Gante \| \| \| = \| Michał Skóraś \| 9 \| 33 \| 0.27 \| 2022 \| Lech Poznań \| Club Brujas \| Estadísticas actualizadas hasta el último partido jugado el 14 de agosto de 2025. |                   |    |       |       |       |                             |                              |
| Pos. | Jugador           | G. | P. J. | Prom. | Debut | Equipo de su debut          | Otros clubes                 |
| 1 | Arthur Cabral     | 21 | 28    | 0.75  | 2021  | Fussballclub Basilea        | ACF Fiorentina               |
| 2 | Eran Zahavi       | 19 | 24    | 0.67  | 2021  | PSV Eindhoven               | Maccabi Tel Aviv F. C.       |
| 3 | Hugo Cuypers      | 16 | 22    | 0.73  | 2022  | K. A. A. Gante              |                              |
| = | Vangelis Pavlidis | 16 | 31    | 0.52  | 2021  | AZ Alkmaar                  |                              |
| 5 | Gift Orban        | 14 | 16    | 0.88  | 2023  | K. A. A. Gante              |                              |
| = | Ricardo Gomes     | 14 | 24    | 0.58  | 2021  | Partizán de Belgrado        |                              |
| 7 | Tammy Abraham     | 13 | 16    | 0.81  | 2021  | A. S. Roma                  | Beşiktaş J. K.               |
| = | Amahl Pellegrino  | 13 | 27    | 0.48  | 2021  | F. K. Bodø/Glimt            |                              |
| 9 | Ayoub El Kaabi    | 11 | 9     | 1.22  | 2023  | Olympiakos F. C.            |                              |
| = | Afimico Pululu    | 11 | 17    | 0.65  | 2021  | F. C. Basilea               | Jagiellonia Białystok        |
| = | Luis Sinisterra   | 11 | 18    | 0.61  | 2021  | Feyenoord de Róterdam       |                              |
| = | Albion Rrahmani   | 11 | 18    | 0.61  | 2022  | KF Ballkani                 | A. C. Sparta Praga           |
| = | Nikolaj Hansen    | 11 | 21    | 0.52  | 2022  | Víkingur Reykjavík          |                              |
| = | Meriton Korenica  | 11 | 24    | 0.46  | 2022  | KF Ballkani                 | CFR Cluj                     |
| = | Kevin Diks        | 11 | 27    | 0.41  | 2021  | F. C. Copenhague            |                              |
| 16 | Cyriel Dessers    | 10 | 13    | 0.77  | 2021  | Feyenoord de Róterdam       |                              |
| = | Samir Hadji       | 10 | 16    | 0.63  | 2021  | F91 Dudelange               | F. C. Differdange 03         |
| = | Nico González     | 10 | 26    | 0.38  | 2022  | ACF Fiorentina              |                              |
| = | Andrija Živković  | 10 | 31    | 0.32  | 2021  | PAOK de Salónica F. C.      |                              |
| 20 | Barnabás Varga    | 9  | 11    | 0.82  | 2023  | Ferencváros T. C.           |                              |
| = | Krzysztof Piątek  | 9  | 12    | 0.75  | 2024  | İstanbul Başakşehir F. K.   |                              |
| = | Declan McManus    | 9  | 16    | 0.56  | 2021  | The New Saints F. C.        |                              |
| = | Jake Grech        | 9  | 17    | 0.53  | 2022  | Hibernians F. C.            | Balzan F. C., Floriana F. C. |
| = | Kristoffer Velde  | 9  | 17    | 0.53  | 2022  | Lech Poznań                 |                              |
| = | Igor Thiago       | 9  | 18    | 0.50  | 2022  | P. F. C. Ludogorets Razgrad | Club Brujas                  |
| = | Ola Brynhildsen   | 9  | 19    | 0.47  | 2021  | Molde FK                    |                              |
| = | Willy Semedo      | 9  | 19    | 0.47  | 2023  | A. C. Omonia Nicosia        |                              |
| = | Aleksandar Čavrić | 9  | 22    | 0.41  | 2021  | Š. K. Slovan Bratislava     |                              |
| = | Marc Gual         | 9  | 26    | 0.35  | 2023  | Legia de Varsovia           |                              |
| = | Tarik Tissoudali  | 9  | 29    | 0.31  | 2021  | K. A. A. Gante              |                              |
| = | Michał Skóraś     | 9  | 33    | 0.27  | 2022  | Lech Poznań                 | Club Brujas                  |

## Patrocinadores
La UEFA Conference League está patrocinada por siete corporaciones multinacionales, que comparten los mismos socios con la UEFA Europa League.
Los principales patrocinadores del torneo para el ciclo 2024-25 son:
- Heineken NV
  - Heineken – Heineken 0.0[26] (excepto Albania, Azerbaiyán, Bosnia y Herzegovina, Francia, Kazajistán, Kosovo, Noruega y Turquía)
- Just Eat Takeaway[27]
  - 10bis (solo Israel)
  - Bistró (solo Eslovaquia)
  - Just Eat (Dinamarca, Francia, Irlanda, Italia, España, Suiza y el Reino Unido solamente)
  - Lieferando (solo Alemania y Austria)
  - Grubhub (Estados Unidos solamente)
  - SkipTheDishes (solo Canadá)
  - Pyszne (solo Polonia)
  - Comida para llevar (Bélgica, Bulgaria, Luxemburgo y Rumanía solamente)
  - Thuisbezorgd (solo Países Bajos)
- Hankook Tire[28]
  - Laufenn
- Engelbert Strauss[29]
- Enterprise Rent-A-Car
- Swissquote[30]
- Betano (excepto Albania, Azerbaiyán, Bosnia y Herzegovina, Kazajistán, Kosovo y Turquía)[31]
  - en Grecia y Chipre, Betano opera bajo el nombre de Stoiximan
- FlixBus
- Lidl
- Socios.com (solo en Estados Unidos)[32]

Molten es un patrocinador secundario y suministra el balón oficial del partido.
Los clubes individuales pueden usar camisetas con publicidad, incluso si dichos patrocinadores entran en conflicto con los de la Europa Conference League. Sin embargo, solo se permiten dos patrocinios por camiseta (más el del fabricante), en el pecho y en la manga izquierda. Se hacen excepciones para las organizaciones sin fines de lucro, que pueden aparecer en la parte delantera de la camiseta, incorporado con el patrocinador principal, o en la parte posterior, ya sea debajo del número de equipo o entre el nombre del jugador y el cuello.